# کریم‌آباد (مرزن‌آباد)
کریم‌آباد روستایی در دهستان کوهستان بخش مرزن‌آباد شهرستان چالوس استان مازندران ایران است.

## جمعیت
بر پایه سرشماری عمومی نفوس و مسکن در سال ۱۳۹۵ جمعیت این روستا کمتر از ۳ خانوار بوده‌است. مردم کریم‌آباد از قومیت طبری هستند. مردم کریم‌آباد به زبان طبری با گویش چالوسی سخن می‌گویند.